# Lília Cabral
Lília Cabral Bertolli Figueiredo (São Paulo, 13 de julio de 1957) es una actriz brasileña, nominada dos veces para el premio Emmy Internacional como mejor actriz, por las telenovelas Páginas de la vida (2006) y Vivir la vida (2009).

## Biografía
Lília es brasileña, hija de padre italiano (Gino Bertolli) y madre portuguesa (Almedina Cabral, natural de Sao Miguel, Archipiélago de los Azores). Su madre falleció cuando Lília tenía alrededor de 20 años de edad, antes de que hubiera comenzado a actuar en la TV, un hecho que lamenta bastante ya que su madre nunca tuvo la oportunidad de verla trabajar como actriz.
Su primer matrimonio fue a los 20 años de edad, con el cineasta Joao Henrique Jardim, matrimonio que duró 7 años. Actualmente está casada desde 1994 con el economista Iwan Figuereido, padre de su única hija, Giulia, que nació cuando Lília tenía 29 años.

## Filmografía

### Telenovelas
- 1984 - Cuerpo a cuerpo (telenovela) .... Margarida Fraga Dantas[5]
- 1985 - De Quina pra Lua .... Marieta[6]
- 1986 - Hipertensão .... Antonieta[7]
- 1987 - Mandala .... Lena[8]
- 1988 - Vale Tudo .... Aldeíde Candeias[9]
- 1989 - Tieta .... Amorzinho[10]
- 1991 - Salomé .... Ernestina[11]
- 1992 - Pedra sobre Pedra .... Alva[12]
- 1994 - Pátria Minha .... Simone Pelegrine[13]
- 1995 - História de Amor .... Sheila Bueno
- 1997 - Angel Malo .... Goretti Garcia
- 1998 - Meu Bem Querer .... Verena Alves Serrão
- 2000 - Lazos de familia .... Ingrid Frank Lacerda
- 2001 - Estrela-Guia .... Daphne Pimenta
- 2002 - Sabor da Paixão .... Edith
- 2003 - Chocolate con pimienta .... Bárbara Albuquerque
- 2004 - Começar de Novo .... Aída
- 2006 - Páginas de la vida .... Marta Toledo Flores
- 2008 - La favorita .... Catarina Coppola Monteiro
- 2009 - Vivir la vida .... Tereza Saldanha
- 2011 - Fina estampa .... Griselda da Silva Pereira
- 2013 - Saramandaia .... Vitória Vilar[14]
- 2014 - Imperio .... María Marta Medeiros de Mendonça y Albuquerque
- 2016 - Liberdade, Liberdade .... Virginia
- 2017 - A Força do Querer .... Silvana Garcia
- 2018/2019 - O Sétimo Guardião .... Valentina Marsalla (Marlene Rocha)

## Premios y nominaciones
| Año  | Premios                                | Categoría               | Trabajo Nominado   | Resultado |
| ---- | -------------------------------------- | ----------------------- | ------------------ | --------- |
| 2006 | Troféu Imprensa                        | Mejor actriz            | Páginas de la vida | Ganadora  |
| 2006 | Melhores do Ano                        | Mejor actriz            | Páginas de la vida | Nominada  |
| 2007 | Prêmio Contigo                         | Mejor actriz            | Páginas de la vida | Ganadora  |
| 2007 | Troféu Imprensa                        | Mejor actriz            | Páginas de la vida | Ganadora  |
| 2007 | Premios Emmy Internacional             | Mejor actriz            | Páginas de la vida | Nominada  |
| 2007 | Prêmio APCA                            | Mejor actriz            | Páginas de la vida | Ganadora  |
| 2008 | Prêmio Qualidade Brasil                | Mejor actriz de reparto | La favorita        | Ganadora  |
| 2008 | Melhores do Ano                        | Mejor actriz de reparto | La favorita        | Nominada  |
| 2009 | Troféu Imprensa                        | Mejor actriz            | Vivir la vida      | Ganadora  |
| 2009 | Melhores do Ano                        | Mejor actriz            | Vivir la vida      | Nominada  |
| 2009 | Festival de Cinema Brasileiro de Miami | Mejor actriz            | Vivir la vida      | Ganadora  |
| 2010 | Premios Emmy Internacional             | Mejor actriz            | Vivir la vida      | Nominada  |
| 2010 | Troféu Imprensa                        | Mejor actriz            | Vivir la vida      | Ganadora  |
| 2011 | Melhores do Ano                        | Mejor actriz            | Fina estampa       | Ganadora  |
| 2011 | Prêmio Quem de Televisão               | Mejor actriz            | Fina estampa       | Nominada  |
| 2012 | Troféu Imprensa                        | Mejor actriz            | Fina estampa       | Ganadora  |
| 2012 | Prêmio Contigo! de TV                  | Mejor actriz            | Fina estampa       | Ganadora  |
| 2014 | Premio Extra de Televisão              | Mejor actriz            | Império            | Ganadora  |
| 2014 | Melhores do Ano                        | Mejor actriz            | Império            | Nominada  |
| 2015 | Troféu Imprensa                        | Mejor actriz            | Império            | Ganadora  |
| 2015 | Prêmio Contigo! de TV                  | Mejor actriz            | Império            | Ganadora  |